# Rivière Chevreuil
Pour les articles homonymes, voir Chevreuil (homonymie).
La rivière Chevreuil est un affluent du lac Simard, coulant dans la municipalité de Moffet, dans la municipalité régionale de comté (MRC) de Témiscamingue, dans la région administrative de l’Abitibi-Témiscamingue, au Québec, au Canada.
La rivière Chevreuil coule en territoire forestier et agricole. La foresterie et l'agriculture constituent les principales activités économiques de ce bassin versant ; les activités récréotouristiques, en second.
Annuellement, la surface de la rivière est habituellement gelée de la mi-novembre à la mi-avril, toutefois la circulation sécuritaire sur la glace se fait généralement de la mi-décembre à la fin mars.

## Géographie
La rivière Chevreuil prend sa source à l’embouchure du lac Chevreuil (longueur : 3,8 km ; largeur : 1,3 km ; altitude : 277 m) dans la municipalité de Moffet. Ce lac comportant une zone de marais dans sa partie est s’alimente de quelques ruisseaux riverains notamment la décharge du lac Grant. Le lac Chevreuil se situe à 4,0 km au nord-est du centre du village de Moffet ; son embouchure se situe à 4,4 km au sud-est de la baie de la Rivière Chevreuil.
Les principaux bassins versants voisins de la rivière Chevreuil sont :
- côté nord : lac Simard, lac des Quinze, lac Grassy, rivière des Outaouais ;
- côté est : baie de la Rivière Chevreuil, baie Klock, lac Simard, rivière Winneway ;
- côté sud : rivière Fraser, rivière Blondeau ;
- côté ouest : rivière des Outaouais, lac des Quinze.

À partir de l’embouchure du lac Chevreuil (situé au nord-est du lac), la rivière Chevreuil coule sur 6,6 km selon les segments suivants :
- 1,8 km vers le nord-est, jusqu’à un ruisseau (venant du sud) ;
- 4,2 km vers le nord-est en longeant le côté sud du chemin de Moffet-Laforce, jusqu’au pont de ce chemin ;
- 0,6 km vers le nord-est, jusqu’à son embouchure[2].

La rivière Chevreuil se décharge sur la rive ouest de la baie de la Rivière Chevreuil (presque à la limite nord-ouest de la municipalité de Laforce) laquelle constitue une extension vers le sud du lac des Quinze. Ce dernier est traversé vers le sud-ouest par la rivière des Outaouais. De là, cette dernière coule vers le sud-ouest, puis le nord-ouest, avant de traverser la Centrale des Rapides-des-Quinze.
L’embouchure de la rivière Chevreuil est localisée à :
- 8,5 km au sud de l’embouchure du lac Simard ;
- 49,6 km au nord-est du lac Témiscamingue ;
- 33,3 km à l'est de l’embouchure du Lac des Quinze (Barrage des Quinze) sur la rivière des Outaouais ;
- 12,1 km au nord-est du centre du village de Moffet.

## Toponymie
Jadis, ce cours d’eau était désigné cours d’eau Jacques.
Le toponyme rivière Chevreuil a été officialisé le 9 mars 1988 à la Commission de toponymie du Québec.